# Statsrådets aftonskola

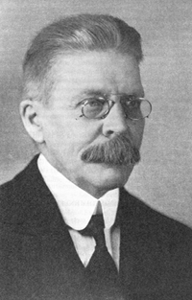
"Skolmästare" A.K. Cajander.

Statsrådets aftonskola, aftonskolan, är i Finland statsrådets (regeringens) inofficiella överläggningar som sedan 1937 vanligen försiggått på onsdagskvällar. 
I aftonskolan dryftas förberedelsevis frågor som sedan skall behandlas vid statsrådets session. Behandlingen vid ett efterföljande plenum är då ofta endast en officiell bekräftelse på vad ministrarna i aftonskolan kommit överens om. Med tiden har mötena dock fått en allt mer officiell karaktär, men de är numera inte lika betydelsefulla när det gäller att slå fast regeringens linje som de ursprungligen var. Statsminister Paavo Lipponen framförde 2002 förslaget att aftonskolan skulle ersättas med lunchmöten. 
Att dessa rådplägningar började kallas aftonskolan uppges ha berott på att statsminister A.K. Cajander, som införde denna sedvänja, till det yttre påminde om en gammaldags skolmästare.